# بووانگ
بووانگ (به صربی: Bovanj) یک منطقهٔ مسکونی در صربستان است که در توتین، صربستان واقع شده‌است. بووانگ ۲۹ نفر جمعیت دارد.